# Mantispa flavinota
Mantispa flavinota is een insect uit de familie van de Mantispidae, die tot de orde netvleugeligen (Neuroptera) behoort. 
Mantispa flavinota is voor het eerst wetenschappelijk beschreven door Handschin in 1963.